# Dolors Monserdà
Dolors Monserdà Vidal (Barcelona, 10 de julio de 1845-Barcelona, 31 de marzo de 1919) fue una escritora, poetisa, narradora, dramaturga, ensayista y articulista española. Fue la primera mujer en presidir unos Juegos Florales, en 1909. Destacó por su compromiso en defensa de la situación de las mujeres. Está considerada junto a María Josefa Massanés y Carmen Karr una de las primeras feministas catalanas. Adopta el término feminista pero rechaza las bases laicas del feminismo internacional y aboga por un reformismo católico y nacionalista de tintes conservadores. Firmaba habitualmente Dolors Monserdà de Macià.

## Biografía
Nació en Barcelona, en la calle de la Paja, hija de Beatriz Vidal y de José Monserdà, encuadernador de libros— que le permitió acceder a una esmerada formación académica poco habitual entre las mujeres de su época.
Dolors ingresó en la escuela a los tres años y tuvo la posibilidad de complementar su educación con las conversaciones que tenían lugar en la trastienda de su padre a las que asistían personajes conectados con el movimiento ilustrado y progresista de la época como Anselmo Clavé, Milá y Fontanals, Frederic Soler, Narciso Monturiol, Antoni de Bofarull y Víctor Balaguer entre otros.
Monserdá se sintió especialmente próxima a la actividad de Anselmo Clavé en favor de la clase obrera y resulta un ejemplo que marcará su sentimiento de acción social, también convencida de la capacidad del arte como herramienta para la mejora social. Fue Clavé quien le dio oportunidad de publicar sus primeros versos en la revista que dirigía, Eco de Euterpe, en 1862.
Ese mismo año murió su padre y fue su madre quien sacó adelante a la familia trabajando como costurera.
La poeta, escritora y ensayista fue una de las primeras alumnas de Madame de Saint Paul, la primera profesora diplomada en francés que se estableció en Barcelona.  

### Escritora
Su producción poética se inició en 1870 al subir al monasterio de Montserrat. En el álbum del monasterio escribió "A Maria Verge de Montserrat". A partir de ese momento se dedicó a la producción poética por la que destacó no solo en los Juegos Florales de Barcelona sino en certámenes poéticos internacionales.  
A pesar de la oposición de su marido se mantuvo firme en su vocación literaria.
El teatro fue también una de sus primeras tendencias literarias. Estrenó en el Teatro Romea Sembrad y cojereis (1874) y Teresa o un jorn de prova (1876) pero decidió dejar este género y no lo retomó hasta 1913 con Amor mana, una obra que nunca se representó y que no se publicó hasta 1930 en el mismo volumen de la novela Quitèria.  
Se dio a conocer como articulista escribiendo en castellano hasta 1875, y a partir de entonces en catalán. Y así, también mutó la "c" de su apellido originario ("Moncerdá") para convertirla en la "s" del "Monserdá" con el que habría de pasar a la historia de las letras catalanas.
Escribió ensayo, novela y poesía. Participó en 37 convocatorias de Juegos Florales en los que fue premiada en 1878, 1882 y 1891. En 1909 se convirtió en la primera mujer en presidir unos Juegos Florales. Algunas de sus obras, especialmente las poéticas, fueron traducidas a otros idiomas entre ellos el alemán, el búlgaro y el sueco.
Su primera novela fue La Montserrat (1893) llegando a la cumbre de su trabajo con La fabricanta (1904), una novela de quince capítulos que hace el seguimiento del progreso social de Antonieta gracias a su inteligencia y su esfuerzo. Su ascenso la lleva desde su piso en Ciutat Vella hasta el barrio del Eixample, donde se instalaba la burguesía barcelonesa de la época. A lo largo de la novela Monserdà retrata las costumbres de la sociedad de su tiempo en la ciudad y destaca la situación de las mujeres y su lucha por progresar. 
Fue por otro lado colaboradora en prensa, primero encargándose del suplemento Modas y Labors del Diari Català y posteriormente en La Renaixença, donde escribió entre otros artículos cómo «La veritat sobre l'Exposició Universal», «Les senyores i el lliurecanvi» (1888), «Les víctimes del treball» (1882) y «Lo restabliment del divorci a França» (1884). También participó en La Veu de Catalunya y las revistas Ofrena, La Gramalla, Or y Grana y Feminal.
Una de sus amistades más influyentes fue la también escritora feminista Maria Josefa Massanés, sobre cuya vida publicó una biografía en 1915.

### Activismo social
Monserdà tuvo la oportunidad de conocer la producción literaria extranjera y tuvo noticias de las reivindicaciones de las sufragistas en Inglaterra, Francia y Estados Unidos. También era consciente de la influencia que podía tener sus escritos entre las mujeres burguesas de su tiempo, por ello las novelas que escribió recogerán un ambiente reconocido en el que se encontrarán modelos de comportamiento para aplicar.
Con los años Monserdà aumentó su protagonismo en la vida no solo cultural por su prestigio literario sino también social. Tras la muerte de su marido, en sus obras de ensayo y prosa  empieza a incorporar cuestiones más problemáticas como la educación de la mujer, la esclavitud colonial, las condiciones laborales del proletariado, la degeneración moral de la burguesía catalana y la crisis económica que afectaba a las clases medias de su entorno. Es también considerada junto a Carme Karr y Maria Josefa Massanés como las iniciadoras del feminismo catalán.

#### Patronato Obreres de l'Agulla

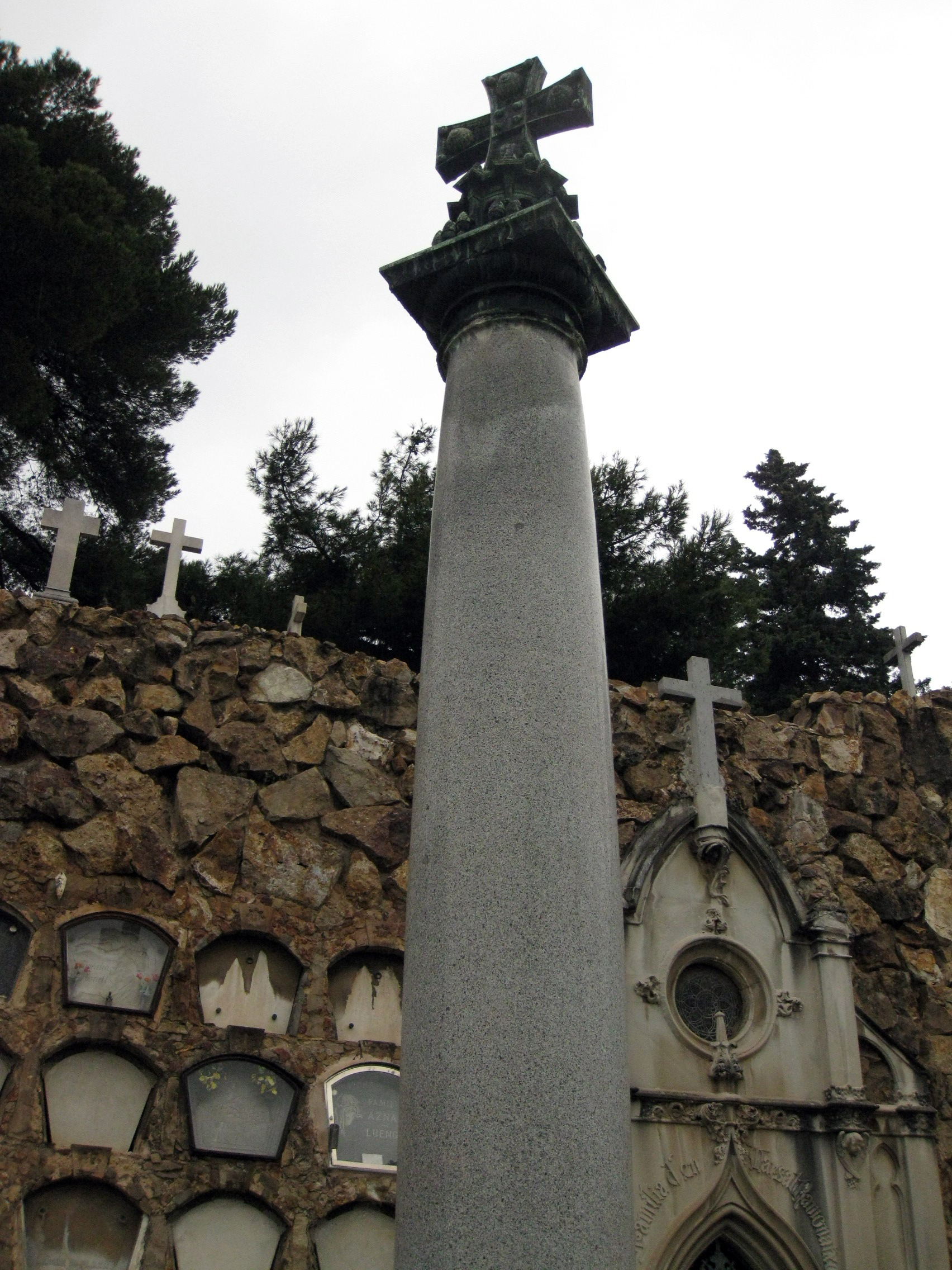
Tumba de Dolors Monserdà en el cementerio de Montjuïc

En 1910 creó el Patronato Obreres de l'Agulla en un intento de mejorar la vida de las costureras, uno de los sectores laborales más deprimidos de la época ofreciendo  ofreciendo una serie de servicios como: bolsa de trabajo, asistencia médica gratuita o hilos y ropa a precio de fábrica. El patronato empleaba a las costureras, funcionaba como una cooperativa de materiales para la costura y ofrecía formación en corte de patrones y confección de trajes a las chicas. Además, la formación de un "secretariado" brindaba el apoyo necesario en cualquier tipo de gestión o consulta de las obreras asociadas. El patronato tenía el apoyo del obispo Laguarda y del padre José Ildefonso Gatell, y estaba situado en la residencia de monjas franciscanas de la calle de Montcada de Barcelona.
Este trabajo lo complementaba la Liga de compradores, que se encargaba de sensibilizar a todas las mujeres para que no compraran en establecimientos que se abastecían con productos de la explotación (con publicación de listas blancas incluida). Dolors lo explicó en conferencias y más adelante con su novela María Gloria (1917).
En 2016 se publicó Tasques socials. Recull d'articles, notes rurals i conferencies donde se recogen parte de sus conferencias y artículos más representativos. 
Murió el 1 de abril de 1919 a los setenta y tres años de edad en pleno conflicto obrero. Se había iniciado una huelga general en Barcelona que terminó el 14 de abril.

## El feminismo de Dolors Monserdà
En 1907, a los sesenta y dos años de edad, publica El feminisme a Catalunya en el que relaciona la práctica religiosa con el buen saber democrático. "El feminismo que trata es fruto de la democracia (orden social) y del cristianismo (orden moral). Dos años después, en 1909 publica Estudi feminista. Orientacions per a la dona catalana (1909) en la que adopta el término feminista pero rechaza sin embargo las bases laicas del feminismo internacional y aboga por un reformismo católico y nacionalista de tintes conservadores. Sus posiciones tienen el apoyo de Mosén Josep Matas quien en su artículo «Notes sobre feminisme» publicado en la revista Feminal (Barcelona), número 16  del  26 de julio de 1908, hace un análisis de las diferentes tendencias del feminismo para marcar las líneas "correctas".
Frente al feminismo liberal y revolucionario Monserdà se posicionarà por un feminismo conservador que será el que finalmente avanzó en Cataluña en la época. El ideario general de este feminismo conservador queda señalado por María Aurelia Capmany en su libro El Feminisme a Catalunya:
- 1) Defender la mujer indefensa contra el abuso del macho, sea cual sea la clase social a la que pertenezca.
- 2) Hacer propaganda de la misión altísima de la mujer, la misión de madre, y retraer el valor social de esta misión.
- 3) Fomentar la educación física e intelectual de la mujer con el fin que deje de ser un parásito insoportable.
- 4) Buscar y describir las cualidades típicamente femeninas que no deben desaparecer con el riesgo de la nueva educación.
- 5) Fomentar y crear carreras femeninas, que sin destruir la dependencia moral e intelectual de la mujer, le permita mantenerse precariamente y, al quedarse soltera, no vaya a ser una rémora para los padres ni para los hermanos.
- 6) Dedicarse a la protección de la mujer obrera para aligerar su situación y evitarle las tentaciones del sindicalismo.
- 7) Atraer varias obreras a las asociaciones feministas.
- 8) Explicar los beneficios de la religión, del ahorro y de la modestia.
- 9) Proclamar el apoliticismo de la causa feminista y por tanto considerar las luchas políticas y sociales como vicios masculinos.

"La causa nacionalista -señala María Eugenia Fernández Fraile, investigadora sobre la historia de las mujeres en España-  llevó a muchas burguesas catalanas como la mencionada Dolors Monserdà o Francesca Bonnemaison a subrayar la importancia de la mujer en la socialización de futuras generaciones en la cultura y tradición catalana, y reclamar un acceso a la formación académica suficientemente completo para desempeñar dicha socialización; no obstante, aceptaban que fuera el varón exclusivamente el encargado de gestionar el patrimonio y la vida política."
"Monserdà consideraba las nuevas tendencias de la reivindicación de la mujer en el mundo se convertirían en un enfrentamiento para el sistema social. Era necesario pues mejorar la situación de la mujer pero desde un apostolado seglar, lleno de buenas intenciones que liberara a las mujeres de las más penosas e irregulares. Siempre sin cambiar el orden establecido y sin olvidar la verdadera función femenina de mujer y madre" señala Carles Lindín en su análisis "Dolors Monserdà i el feminisme".
Consideraba que el papel de la mujer burguesa era el de proteger —mediante la actuación personal y la de centros adecuados— a la mujer trabajadora, tanto por motivos humanitarios y morales como, especialmente, para evitar la radicalización de sus posturas. Destacan de esta época, los artículos sobre la participación femenina en la Semana Trágica Catalana (1909).

## Vida personal
En 1865 se casó con el joyero catalán Eusebi Macià Pujol. Tuvieron cuatro hijos: Eusebi (1866) que murió a los nueve meses, Angelina (1867) que se casó en 1892 con el abogado Antoni M. Borrell, Dolors (1869) que en 1892 se casó con el arquitecto modernista Josep Puig i Cadafalch y Encarnación (1872) que murió a los cinco años. Enviudó en 1904.
Era hermana del pintor Enric Monserdà i Vidal (1850-1926).

## Premios y reconocimientos
- Premiada en los Juegos Florales de Barcelona en 1878, 1882 y 1891.
- 1910 presidió los Juegos Florales de Barcelona.

## Reconocimientos póstumos
- Dolors Monserdà tiene un jardín que lleva su nombre en Sabadell desde 1995.[13]
- En el barrio barcelonés de Sarriá lleva su nombre una calle[14]
- También en Barcelona una escuela pública lleva su nombre: Escola Monserdà-Santapau[15][16]
- Pasaje de Dolors Monserdà de Macià, Bañolas, provincia de Gerona[17]

## Obra

### Poesía
- Poesies Catalanes, 1888
- Poesies, 1911

Poesías presentadas a los Juegos Florales de Barcelona
- Qui ets?, (1916, 1917)
- He fet bé! (Propòsits d'enamorats), (1916, 1917)
- Adéu a la poesia, (1916, 1919)
- Flors de Natzareth, (1916, 1917, 1919)
- Rondalles i Cançons, (1916, 1919, 1920, 1924)
- El verb de la Patria, (1917)
- La nostra Universitat, (1917, 1919)
- A la poesia, (1917, 1920)
- Del meu dietari d'Anyorançes, (1919)

### Novela
- La Montserrat, 1893. (Ed. actual: Madrid, Editorial Bruño, 1994)
- La família Asparó, 1900
- La fabricanta, 1904. (Ed. actual: Barcelona, Edicions de l'Eixample, S.A., 1991)
- La Quitèria, 1906
- Del món, 1908. (Ed. actual: Barcelona, La sal, Edicions de les Dones, 1983)
- No sempre la culpa es d'ella. Novel·la original (Barcelona: Rafols, 1917).
- Maria-Glòria, 1917
- Buscant una ànima, 1919

### Teatro
- Sembrad y cogeréis, 1874
- Teresa o un jorn de prova, 1876
- Amor mana, 1913

### Ensayos y crítica literaria
- El feminisme a Catalunya, 1907
- Estudi feminista, (Orientacions per a la dona catalana), Barcelona, Miquel d'Esplugues, 1909

- Biografía de Na Josepa Massanés i Dalmau, Ajuntament Constitucional de Barcelona, 1915

- Tasques socials Recull d'articles, notes rurals i conferencies. Amb una cata próleg del Pare Ognasi Casanaovas  Barcelona, 1916